# Mohammed Said Basrawi
Muhammad Said Basrawi (arabisch محمد سعيد البصراوي, DMG Muḥammad Saʿīd al-Baṣrāwī; * 8. Dezember 1931 in Mekka) ist ein saudischer Diplomat im Ruhestand.

## Studium
1957 wurde er Ingenieur der Wirtschaftswissenschaften und der Politikwissenschaft an der Universität Kairo.

## Werdegang
Er trat in den auswärtigen Dienst und wurde Attaché an der Botschaft in Kairo.
Von 1962 bis 1969 war er Generalkonsul in New York City.
Später leitete er die Abteilung für arabische Angelegenheiten im Außenministerium in Jeddah, im Weiteren die Abteilung für Islamische Angelegenheiten.
Von 1974 bis März 1976 war er Botschafter in Ankara.
Von 1983 bis 1987 war er Botschafter in Jakarta.
| Vorgänger         | Amt                                                       | Nachfolger                  |
| ----------------- | --------------------------------------------------------- | --------------------------- |
| Anas Yusuf Yassin | Saudi-arabischer Botschafter in Ankara 1974 bis März 1976 | Fouad Abdulhameed Alkhateeb |
| Ibrahim El Bakher | Saudi-arabischer Botschafter in Jakarta 1983 bis 1987     | Talaat Amin Handy           |